# Ali I (Marynidzi)
Abu al-Hassan Ali I (arab. أبو الحسن علي بن عثمان = Abu al-Hassan Ali ibn Usman, ur. ok. 1297, zm. 24 maja 1351 w Atlasie Wysokim) – sułtan Maroka z dynastii Marynidów, syn sułtana Usmana II. 

## Życiorys
Po przejęciu władzy po śmierci swojego ojca w 1331 roku sułtan Abu al-Hassan Ali I poświęcił się wojnie przeciw wojskom kastylijskiego króla Alfonsa XI w Andaluzji. W 1333 roku udało mu się w przymierzu z Gunuą i Nasrydami odbić Tarifę. Jednak już 30 października 1340 roku koalicja Marynidów i Nasrydów poniosła z rąk Kastylii i Portugalii druzgocącą klęskę nad w bitwie nad rzeką Salado. Sułtan Ali I ocalał tylko dzięki ucieczce. Wraz z kapitualcją Algeciras w 1343 roku Marynidzi stracili ostatni punkt oparcia w Andaluzji.
Więcej sukcesów sułtan Abu al-Hassan Ali I miał natomiast w Maghrebie, gdzie w 1337 roku w przymierzu z Hafsydami podbił kraj Abdalwadydów. W 1349 roku udał mu się nawet podbój samego kraju Hafsydów oraz zajęcie Tunisu. Wkrótce doszło jednak do powstania plemion beduinów, którzy w 1350 roku zadali ogromne straty berberskim wojsko Abu al-Hassana Alego pod Kairuanem. Doprowadziło to do całkowitego załamania potęgi Marynidów w Ifrikiji, a sułtan musiał uciekać do Maroka statkiem przez Morze Śródziemne. 
Od czasu klęski pod Kauruanem syn sułtana Abu Inan Faris – przekonany o śmierci ojca – obwołał się już władcą Maroka. Po powrocie Abu al-Hassana Alego I doszło do walki, którą ostatecznie wygrał Abu Inan Faris, a Ali I musiał schronić się w Atlasie Wysokim. Zmarł tam w trakcie negocjacji z synem. Pochowano go w Fezie. 
Sułtan Ali I był wprawdzie znakomitym dowódcą, brakowało mu jednak umiejętności zapewnienia sobie długotrwałej władzy w podbitych rejonach. W samym Maroku jednak - aż do rewolty jego syna - panował pokój w trakcie całych jego rządów. Umożliwiło to gwałtowny wzrost gospodarczy i rozkwit kulturalny kraju. Zbudowano w tym czasie m.in. meczet w Tilimsan nad grobem mistyka Abu Madżana oraz medresę Misbahijja w Fezie. Za panowania Alego I dynastia Marynidów osiągnęła szczyt swojej potęgi.